# Francisco Molina Ruiz
Pour les articles homonymes, voir Francisco Ruiz et Ruiz.
Francisco Javier Molina Ruiz (né à Mexico le 15 septembre 1950 et mort le 1er juillet 2023) est un homme politique mexicain, ancien sénateur de la République élu dans l'État de Chihuahua sur les listes du Parti action nationale (PAN). 

## Biographie
Avocat et enseignant en management de l'Université autonome du Chihuahua, il travailla au début de sa carrière aux services juridiques de l'Instituto del Fondo Nacional de la Vivienda para los Trabajadores (es) (INFONAVIT, Institut du Fonds national pour le Logement des Travailleurs) à Chihuahua. 
En 1992, le gouverneur du Chihuahua, Francisco Barrio Terrazas (PAN), le nomme procureur général (Procurador General de Justicia), poste qu'il conserve quatre ans. Il est alors nommé par le président Ernesto Zedillo, sur suggestion du procureur général du Mexique Antonio Lozano Gracia, à la tête de l'Instituto Nacional de Combate a las Drogas (INCD), devenant ainsi tsar de la lutte anti-drogue. Il demeure seulement huit mois à ce poste, remplacé par le général Jesús Gutiérrez Rebollo, qui sera arrêté dès 1997 pour corruption et liens avec le crime organisé. 
La nomination d'un général à la tête de l'INCD signalait l'implication croissante des forces armées mexicaines dans la lutte anti-drogues, ce que Francisco Molina déclarera en août 1997 être une grave erreur, celles-ci étant également infiltrées par les cartels de la drogue. En janvier 1997, le général Gutiérrez Rebollo avait en effet été arrêté pour corruption, et sera condamné à plus de 70 ans de prison, notamment pour avoir aidé le cartel de Juárez.
En 1997, Molina Ruiz est élu sénateur de la République sur les listes du PAN pour la 55e législature, mandat achevé en 2000. Après l'élection de Vicente Fox à la présidence en 2000, qui met fin à la domination du Parti révolutionnaire institutionnel (PRI), il est nommé coordinateur de justice et de sécurité de l'équipe de transition du nouveau président. Il est ensuite nommé fonctionnaire en chef (Oficial Mayor) du Secrétariat de la Fonction publique.